# 波利娜·奥西片科区

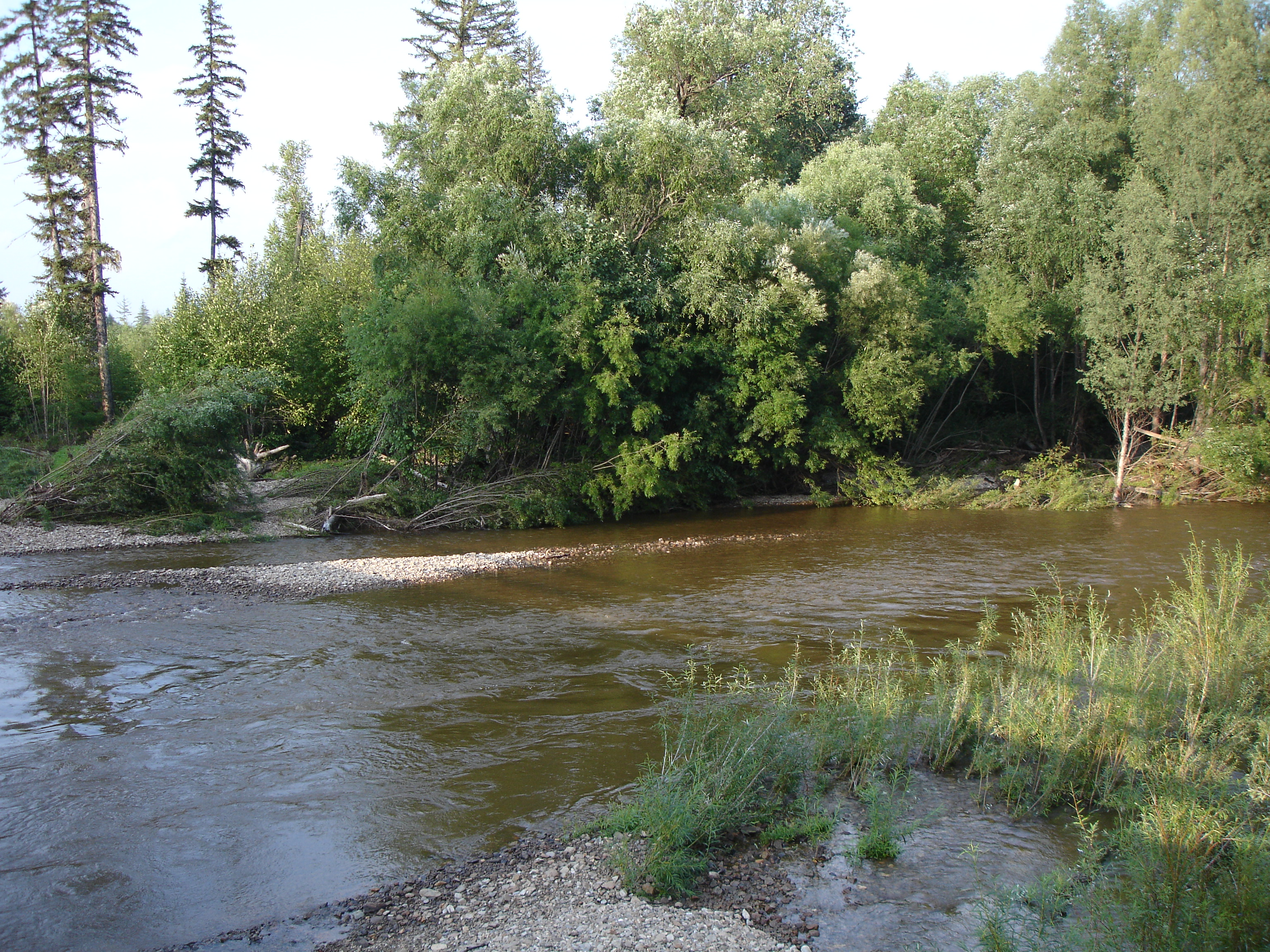

波利娜·奥西片科区（羅馬化：Rayon imeni Poliny Osipenko）是俄羅斯的一個區，位於該國東部，由哈巴羅夫斯克邊疆區負責管轄，面積34,560平方公里，2010年人口5,198，人口密度每平方公里0.15人。
1939年6月，科尔比区改名为现名，以纪念蘇聯烏克蘭裔女飛行員波利娜·奥西片科。